# UniLaSalle Amiens
Pour les articles homonymes, voir ESIEE.
 (février 2024).
 (octobre 2024).
UniLaSalle Amiens, anciennement appelé École supérieure d’ingénieurs en électrotechnique et électronique d’Amiens ou ESIEE Amiens, est l'une des 204 écoles d'ingénieurs françaises accréditées au 1er septembre 2020 à délivrer un diplôme d'ingénieur.
Membre de la conférence des grandes écoles (CGE), elle fait partie depuis 2020 de l'Institut polytechnique UniLaSalle et forme des ingénieurs généralistes en génie électrique. L’ESIEE Amiens, sous tutelle du Ministère de l'économie, de l'industrie et de l'emploi, a été créée par et pour les industriels. Faisant initialement partie d'un réseau d'écoles avec l'ESIEE Paris, elle fusionne avec l'institut polytechnique UniLaSalle en octobre 2020 .
Elle est certifiée ISO 9001 par le Bureau Veritas depuis 2002 pour sa formation initiale Ingénieur et son Mastère Spécialisé, ce qui constitue un gage de qualité et justifie son adéquation avec le monde industriel.

## Présentation générale

### Histoire
Les grandes dates de l'école sont :
- en 1989 : un certain nombre de dirigeants de grandes entreprises et de PME émettent l'idée d'une école d'ingénieurs à Amiens ;
- en 1992 : l'ESIEE Amiens est créée, liée par convention à l'ESIEE Paris. Les deux écoles forment désormais le réseau ESIEE ;
- en 1994 : la Commission des Titres d'Ingénieurs habilite l'ESIEE Amiens à délivrer le diplôme d'ingénieur ÉSIEE ;
- en 1995 : le Premier Ministre Édouard Balladur et le maire d'Amiens, Gilles de Robien inaugurent l'ESIEE Amiens ;
- en 1997 : la première promotion est diplômée (majeures Génie des Systèmes Électriques et Génie des Systèmes de production) ;
- en 2000 : la 3e majeure, Génie des Réseaux Informatiques et Télécommunication est mise en place. Ouverture du centre de Recherche et Développement et de Transfert Technologique ;
- en 2002 : l'ESIEE Amiens obtient la certification ISO 9001 pour l'ensemble des formations proposées ;
- en 2004 : ouverture du Mastère Spécialisé International Business Management en partenariat avec Groupe Sup de Co Amiens Picardie ;
- en 2005 : Inscription, sous le patronage du Rectorat de l'Académie d'Amiens, de l'« Égalité des Chances » dans les projets d'établissement ;
- en 2009 : 3e habilitation par la CTI pour une durée de six ans ;
- en 2009 : conception et intégration de l'Apprentissage par Projets ;
- en 2010 : le projet CADEMCE est labellisé dans le pôle de compétitivité i-trans ;
- en 2010 : ouverture de la majeure Génie Énergétique du Bâtiment (par la voie de l'apprentissage sous l’égide de l’IRFA-APISUP) ;
- en 2011 : mise en place du Concours Puissance 11 pour les admissions après un BAC Scientifique ;
- en 2011 : l'ESIEE-Amiens pilote SAS CADEMCE (Centre d'essais ferroviaire unique au monde) avec les grandes entreprises de l'industrie ferroviaire (Alstom, SNCF, Mersen).
- en 2016 : La filière "Réseaux Informatiques et Objets Connectés" dite RIOC a été ouverte. Elle forme des ingénieurs ayant une forte valeur ajoutée sur le marché de l'emploi.
- en 2020 : L'école quitte le groupe ESIEE pour rentrer dans celui d'UniLaSalle

En 2023, l'établissement se dote d'une « usine-école », axée sur la mise en œuvre de lignes de production de pièces industrielles réalisées par impression 3D,.

### Campus
L'école se situe en Picardie, dans le centre de la métropole amiénoise, sur une rive de la Somme.

## La formation

### Formation initiale

#### Admission
L'entrée à UniLaSalle Amiens se fait soit :
- en cycle préparatoire :
  - après un BAC Scientifique, (Sur dossier et entretien);
  - après un BAC STI; (Sur dossier et entretien);
- en cycle ingénieur :
  - après les classes préparatoires (concours pour MP-PC-PSI, Concours ENSAM pour PT-TSI, Dossier et entretien pour ATS) ;
  - après un BTS/DUT ou une licence, (sur dossier et entretien) ;
  - avec une deuxième année de licence (sur dossier et entretien) ;
  - avec une première année de mastère (sur dossier et entretien).

#### Cursus
À Unilasalle Amiens, la formation est divisée en deux cycles.

##### Cycle préparatoire
Le cycle préparatoire, qui constitue le tronc commun de la formation dure trois années (pour se rapprocher de la réforme LMD) et permet de découvrir les métiers de l’ingénieur grâce à une formation progressive et pluridisciplinaire. En effet, il donne à la fois aux élèves une compétence (savoir et méthodologie) en sciences fondamentales (mathématiques et physique) et en sciences de l’ingénieur.
Par ailleurs, une formation pratique et la réalisation de projets sont articulés autour des différents cours suivis. Enfin, la formation incorpore également des cours de communication (orale et écrit), que ce soit en français, en anglais mais également dans une 2e langue étrangère au choix (allemand, Chinois (Mandarin), espagnol, japonais) et offre l’opportunité de se développer personnellement en pratiquant du sport ou encore en participant à certaines activités extra scolaires (associatives, artistiques ou culturelles).

##### Cycle ingénieur et majeures
Le cycle ingénieur qui dure deux années pour s’orienter et approfondir ses connaissances, et se positionner par rapport aux métiers de l’ingénieur selon une des quatre options de spécialisation (majeures) qu’offre l’école:
- Génie électrique et développement durable (GEDD)
- Génie des Systèmes de Production (GSP)
- Génie des réseaux informatiques et Télécommunications (GRIT)
- Génie Énergétique du Bâtiment (GEB) (par la voie de l'apprentissage sous l’égide de l’IRFA-APISUP)

##### Stages
Par ailleurs, les stages en entreprise représentent un an d’expérience professionnelle sur les cinq années de formation. Des compétences terrain acquises pour mieux intégrer le marché du travail ; en effet près d’un quart des élèves-ingénieurs est recruté pendant son stage de fin d’études.
Répartition des stages sur les cinq années de formation :
- Stage d’exécution entre la 1re et la 2e année (1 mois)
- Stage à caractère technique à la fin de la 4e année (4 mois)
- Stage de fin d’études ou Projet de fin d'études (PFE) à la fin de la 5e et dernière année (6 mois)

Les stages peuvent s'effectuer dans des grandes entreprises basées France. Cependant de nombreux étudiants choisissent également l'étranger, soit dans les laboratoires d’universités étrangères partenaires de l’ESIEE-Amiens, soit dans des entreprises basées à l’étranger, grâce aux relations entretenues par l’école avec ces dernières.

### Bachelor
Depuis 2022, UniLaSalle Amiens, comme les autres écoles d'ingénieurs, est autorisée à offrir une formation de type Bachelor, en l'occurrence en ingénierie numérique.

### Diplômes
En dernière année (3e année cycle Ingénieur), il est possible pour les étudiants d'effectuer un  diplôme, soit en passant par un Mastère de recherche (en France), soit en effectuant un Master of Sciences (à l'étranger).

#### Mastère de Recherche
Ainsi il est possible pour les élèves-ingénieurs qui souhaitent s’orienter vers la recherche ou bien qui souhaitent poursuivre des études doctorales, d’effectuer en parallèle à la troisième année de cycle ingénieur, un Mastère de recherche. En effet, grâce à des partenariats avec des universités comme l’Université de technologie de Compiègne, l’Université Paris-Sud 11, ou bien encore l’Université Lille 1, les étudiants peuvent ainsi préciser leur projet professionnel en obtenant un -diplôme.(Diplôme d’ingénieur ESIEE et Mastère de recherche)

#### Master of Science
Par ailleurs, l'ESIEE-Amiens offre également la possibilité d'obtenir un  diplôme (Diplôme d'ingénieur ESIEE et Master of Science) dans certaines universités partenaires à l'étranger.

### Master of Business Administration (MBA)
L'ESIEE-Amiens, en partenariat avec l'Université du Québec à Montréal (UQAM), offre la possibilité de suivre le programme MBA Sciences et Génie, en intégrant l’École des Sciences de Gestion (ESG) de l’UQAM (ESG UQAM). Ce Master of Business Administration, qui est délivré par l'UQAM, s'articule autour de cinq thématiques:
- Le gestionnaire et l’entreprise
- La gestion commerciale et financière
- La gestion de la production des biens et services
- Le management stratégique
- La gestion de la technologie

## International
L’ESIEE-Amiens a établi des partenariats avec plus de 70 établissements situés dans différents pays, ce qui a permis à une majorité des diplômés 2008 d'effectuer un séjour à l’étranger pendant leur cursus.

### Réseaux internationaux
- Membre de l'association "Study in Picardy" (anciennement, AREPIC c'est-à-dire Association pour le développement des Relations Extérieures des établissements d’enseignement supérieur de la région PICardie).
- Programme BRAFITEC qui favorise la mobilité des étudiants et des enseignants entre le Brésil et la France.
- Programme CHILFITEC qui favorise la mobilité des étudiants et des enseignants entre le Chili et la France.
- Réseau ENTREE (European Network for Training and Research in Electrical Engineering) qui rassemble 18 Grandes écoles et Universités européennes dans le domaine du Génie électrique.
- Programme ERASMUS + qui constitue le programme d'échange d'étudiants et d'enseignants entre les universités et les grandes écoles européennes.
- Programme de l'Agence universitaire de la Francophonie visant notamment à soutenir la recherche et l’enseignement en français.
- Réseau n+i qui permet notamment à des étudiants étrangers titulaires d'un Bachelor de préparer en 2 ans le diplôme d'ingénieur (grade de Master) dans une école d'ingénieurs française.

### Partenariats
L'école est partenaire de plusieurs universités de par le monde.

## Recherche et transfert technologique

### Recherche
La recherche à l'École supérieure d’ingénieurs en électrotechnique et électronique d’Amiens ne cesse de se développer, et s'articule autour de différents laboratoires de recherche (Laboratoire Maîtrise des Besoins Énergétiques, etc.). Ainsi les activités de recherche de l’ESIEE-Amiens sont regroupées dans quatre domaines des sciences de l’ingénieur :
- L’automatique
- Le génie électrique
- La mécanique
- Les technologies de l'information

Par ailleurs dès 2011, un centre d'essai verra le jour destiné à l'industrie ferroviaire dans un premier temps, mais également
aux industries qui utilisent le transport d'énergie par contact: les voitures électriques ou encore l'aéronautique. Cette plateforme baptisé CADEMCE (Caractérisation Dynamique et Environnementale de Moyens de Captage Électrique) est labellisée par le pôle de compétitivité i-Trans.

### Transfert technologique
Il se caractérise par des actions en entreprises, par la recherche appliquée vers un objectif pratique, et par l’application de connaissances ainsi acquises au service des Entreprises sous forme de transfert technologique et de formation continue, permettant à ces dernières de renforcer la compétitivité de la région Picarde.

## Vie étudiante

### Résidence universitaire
Une résidence universitaire est en projet en 2024.

### Associations
Un grand nombre d’associations anime le campus et l’école tout au long de l’année.

## Association des industriels
Regroupant à l’origine une vingtaine de membres qui ont proposé puis soutenu la création de l’École, ses adhérents s’impliquent dans le développement de l’école, lui apportent informations et conseils sur les métiers et les débouchés. Ils participent activement à la formation en accueillant des stagiaires pour la réalisation de leurs projets industriels. L’association des industriels est présente et active aux conseils d’orientation et de perfectionnement, et est représentée au conseil d'administration de l'école.

## Anciens élèves

### Parrains de promotion
Chaque année une personnalité parraine la promotion sortante. Les personnalités notoires sont :

### AA-ESIEE
L'ESIEE Amiens possède une association d'anciens élèves, l'AA-ESIEE qui regroupe tous les diplômés (ESIEE Amiens et Paris), ingénieurs et mastériens, depuis la création de l'école. Le siège de l'AA-ESIEE est au 19 de l'avenue Niel à Paris dans le 17e arrondissement[pertinence contestée].

### Personnalités issues de l'école
- Régis Lacote (1997), directeur de l'aéroport d'Orly (nommé en 2018).

## Directeurs généraux
Plusieurs directeurs généraux ont animé l'école depuis sa création:
- 1991 à 1994 : Jean Paul Rigaud
- 1994 à 1998 : Jean-Yves Prissette
- 1998 à 2010 : Roger Ceschi
- 2010 à 2014 : Pierre Loonis
- Depuis 2014 : Jérôme Fortin

## ESIEE Paris
L'ESIEE Paris, l'École supérieure d'ingénieurs en électrotechnique et électronique de Paris est le centre de formation supérieure à la fois scientifique et technique mais également managériale de la Chambre de commerce et d'industrie de Paris. Elle regroupe ESIEE Engineering (École d'ingénieur habilitée par la Commission des titres d'ingénieur) et ESIEE Management (École de Management habilitée à délivrer le grade de master Bac+5). L'ESIEE Paris est membre de la conférence des grandes écoles.

## Pour approfondir